# Sunnerbo domsagas östra valkrets
Sunnerbo domsagas östra valkrets var vid riksdagsvalen till andra kammaren 1866–1890 samt 1896–1908 en egen valkrets med ett mandat. Vid riksdagsvalet 1893 ingick området i den sammanslagna Sunnerbo härads valkrets. Vid riksdagsvalet 1908 avskaffades valkretsen slutgiltigt och uppgick i Sunnerbo domsagas valkrets.

## Riksdagsmän
- Carl Isak Bengtsson, lmp (1867–1884)
- Anders Gustaf Jönsson, lmp 1885–1887, nya lmp 1888–1893 (1885-1893)

Mandatperioden 1894–1896 ingick valkretsen i Sunnerbo härads valkrets
- Anders Gustaf Jönsson, lmp (1897–1902)
- Otto Magnusson, lmp (1903–1908)

## Valresultat

### 1896
| Andrakammarvalet i Sverige 1896: Sunnerbo domsagas östra valkrets | Andrakammarvalet i Sverige 1896: Sunnerbo domsagas östra valkrets | Andrakammarvalet i Sverige 1896: Sunnerbo domsagas östra valkrets | Andrakammarvalet i Sverige 1896: Sunnerbo domsagas östra valkrets | Andrakammarvalet i Sverige 1896: Sunnerbo domsagas östra valkrets |
| Kandidat                                                          | Kandidat                                                          | Röster                                                            | Röster                                                            | Röster                                                            |
| Kandidat                                                          | Kandidat                                                          | Antal                                                             | %                                                                 | +− %                                                              |
| ----------------------------------------------------------------- | ----------------------------------------------------------------- | ----------------------------------------------------------------- | ----------------------------------------------------------------- | ----------------------------------------------------------------- |
|                                                                   | Anders Gustaf Jönsson                                             | 439                                                               | 59,6                                                              |                                                                   |
|                                                                   | Närmaste kandidat                                                 | 173                                                               | 23,5                                                              |                                                                   |
|                                                                   | Övriga kandidater                                                 | 124                                                               | 16,9                                                              | —                                                                 |
| Antal giltiga röster                                              | Antal giltiga röster                                              | 736                                                               |                                                                   |                                                                   |
| Kasserade röster                                                  | Kasserade röster                                                  | 13                                                                |                                                                   |                                                                   |
| Totalt                                                            | Totalt                                                            | 749                                                               |                                                                   |                                                                   |

### 1899
| Andrakammarvalet i Sverige 1899: Sunnerbo domsagas östra valkrets | Andrakammarvalet i Sverige 1899: Sunnerbo domsagas östra valkrets | Andrakammarvalet i Sverige 1899: Sunnerbo domsagas östra valkrets | Andrakammarvalet i Sverige 1899: Sunnerbo domsagas östra valkrets | Andrakammarvalet i Sverige 1899: Sunnerbo domsagas östra valkrets |
| Kandidat                                                          | Kandidat                                                          | Röster                                                            | Röster                                                            | Röster                                                            |
| Kandidat                                                          | Kandidat                                                          | Antal                                                             | %                                                                 | +− %                                                              |
| ----------------------------------------------------------------- | ----------------------------------------------------------------- | ----------------------------------------------------------------- | ----------------------------------------------------------------- | ----------------------------------------------------------------- |
|                                                                   | Anders Gustaf Jönsson                                             | 277                                                               | 58,2                                                              | ▼1,4                                                              |
|                                                                   | B.G. Carlsson i Bäck                                              | 77                                                                | 16,2                                                              |                                                                   |
|                                                                   | Övriga kandidater                                                 | 122                                                               | 25,6                                                              | —                                                                 |
| Antal giltiga röster                                              | Antal giltiga röster                                              | 476                                                               |                                                                   |                                                                   |
| Kasserade röster                                                  | Kasserade röster                                                  | 1                                                                 |                                                                   |                                                                   |
| Totalt                                                            | Totalt                                                            | 477                                                               |                                                                   |                                                                   |

### 1902
| Andrakammarvalet i Sverige 1902: Sunnerbo domsagas östra valkrets | Andrakammarvalet i Sverige 1902: Sunnerbo domsagas östra valkrets | Andrakammarvalet i Sverige 1902: Sunnerbo domsagas östra valkrets | Andrakammarvalet i Sverige 1902: Sunnerbo domsagas östra valkrets | Andrakammarvalet i Sverige 1902: Sunnerbo domsagas östra valkrets |
| Kandidat                                                          | Kandidat                                                          | Röster                                                            | Röster                                                            | Röster                                                            |
| Kandidat                                                          | Kandidat                                                          | Antal                                                             | %                                                                 | +− %                                                              |
| ----------------------------------------------------------------- | ----------------------------------------------------------------- | ----------------------------------------------------------------- | ----------------------------------------------------------------- | ----------------------------------------------------------------- |
|                                                                   | Otto Magnusson                                                    | 360                                                               | 45,3                                                              |                                                                   |
|                                                                   | Petersson i Borsna                                                | 195                                                               | 24,5                                                              |                                                                   |
|                                                                   | Övriga kandidater                                                 | 240                                                               | 30,2                                                              | —                                                                 |
| Antal giltiga röster                                              | Antal giltiga röster                                              | 795                                                               |                                                                   |                                                                   |
| Kasserade röster                                                  | Kasserade röster                                                  | 2                                                                 |                                                                   |                                                                   |
| Totalt                                                            | Totalt                                                            | 797                                                               |                                                                   |                                                                   |

### 1905
| Andrakammarvalet i Sverige 1905: Sunnerbo domsagas östra valkrets | Andrakammarvalet i Sverige 1905: Sunnerbo domsagas östra valkrets | Andrakammarvalet i Sverige 1905: Sunnerbo domsagas östra valkrets | Andrakammarvalet i Sverige 1905: Sunnerbo domsagas östra valkrets | Andrakammarvalet i Sverige 1905: Sunnerbo domsagas östra valkrets |
| Kandidat                                                          | Kandidat                                                          | Röster                                                            | Röster                                                            | Röster                                                            |
| Kandidat                                                          | Kandidat                                                          | Antal                                                             | %                                                                 | +− %                                                              |
| ----------------------------------------------------------------- | ----------------------------------------------------------------- | ----------------------------------------------------------------- | ----------------------------------------------------------------- | ----------------------------------------------------------------- |
|                                                                   | Otto Magnusson                                                    | 557                                                               | 71,6                                                              | ▲26,3                                                             |
|                                                                   | A.R. Rooth i Ljungby                                              | 211                                                               | 27,1                                                              |                                                                   |
|                                                                   | Övriga kandidater                                                 | 10                                                                | 1,3                                                               | —                                                                 |
| Antal giltiga röster                                              | Antal giltiga röster                                              | 778                                                               |                                                                   |                                                                   |
| Kasserade röster                                                  | Kasserade röster                                                  | 4                                                                 |                                                                   |                                                                   |
| Totalt                                                            | Totalt                                                            | 782                                                               |                                                                   |                                                                   |